# Henri Knip
Hendrikus Johannes (Henri) Knip (Den Bosch, 20 april 1819 - Brussel, 26 april 1905) was een Nederlands tekenaar en kunstschilder uit de schildersfamilie Knip. Hij staat hoofdzakelijk bekend om zijn gouaches. Knip was werkzaam in Nederland, België, Italië en Zwitserland.

## Levensloop
Knip werd geboren op 20 april 1819 in Den Bosch. De familie Knip was erg actief in de schilderkunst. Knip was de zoon van kunstschilder Mattheus Derk Knip (1785-1845) en diens echtgenote Elisabeth Ubens. Hij was tevens de kleinzoon van kunstschilder Nicolaas Frederik Knip (1741-1808). Zijn tante was Henriëtta Geertrui Knip, zijn oom was Josephus Augustus Knip en zijn nicht was Henriëtte Ronner-Knip, allen kunstschilders.
Knip was een leerling van zijn vader, kunstschilder Mattheus Derk Knip, die net als hij gespecialiseerd was in gouaches. De twee werkten ook samen. Rond 1833 heeft Knip, waarschijnlijk met zijn vader, een reis door Zwitserland en Italië gemaakt. Ongeveer de helft van de werken van Knip zijn Zwitserse landschappen. Naast landschappen schilderde Knip ook veel dorpsgezichten en gebouwen, waaronder kerken, kastelen en buitenplaatsen.
Vanaf maart 1854 was Knip woonachtig in Amsterdam. Na 1856 verhuisde hij naar Brussel. In België woonde hij afwisselend in Brussel en Sint-Joost-ten-Node. Aan het einde van zijn leven woonde hij in Schaarbeek. Knip was gehuwd met Louisa Henriëtte Victoire Verassel. Knip overleed op 26 april 1905 in Brussel.

## Tentoonstellingen
Tijdens zijn leven werd Knip's werk tentoongesteld op de 'Exposition générale des Beaux Arts Bruxelles' in 1869. In april 1988 werd het werk van drie generaties Knip, in totaal acht leden van de familie, tentoongesteld in het Noordbrabants museum in Den Bosch.
In de negentiende eeuw maakte Knip een schilderij van de Zuid-Willemsvaart. Het Gemeentemuseum in Helmond ging in 2016 naar aanleiding van een tentoonstelling op zoek naar het schilderij.

## Beperkte stamboom familie Knip
|                        |                        |                        |                        |                        |                        |  |  |                       |                       | Nicolaas Frederik Knip | Nicolaas Frederik Knip | Nicolaas Frederik Knip | Nicolaas Frederik Knip | Nicolaas Frederik Knip | Nicolaas Frederik Knip |              |              | Anna Elisabeth Drexler | Anna Elisabeth Drexler | Anna Elisabeth Drexler | Anna Elisabeth Drexler | Anna Elisabeth Drexler | Anna Elisabeth Drexler |                    |                    |             |             |                 |                 |                 |                 |                 |                 |  |  |                         |                         |                         |                         |                         |                         |  |  |  |  |  |  |                      |                      |                      |                      |                      |                      |
|                        |                        |                        |                        |                        |                        |  |  |                       |                       | Nicolaas Frederik Knip | Nicolaas Frederik Knip | Nicolaas Frederik Knip | Nicolaas Frederik Knip | Nicolaas Frederik Knip | Nicolaas Frederik Knip |              |              | Anna Elisabeth Drexler | Anna Elisabeth Drexler | Anna Elisabeth Drexler | Anna Elisabeth Drexler | Anna Elisabeth Drexler | Anna Elisabeth Drexler |                    |                    |             |             |                 |                 |                 |                 |                 |                 |  |  |                         |                         |                         |                         |                         |                         |  |  |  |  |  |  |                      |                      |                      |                      |                      |                      |
|                        |                        |                        |                        |                        |                        |  |  |                       |                       |                        |                        |                        |                        |                        |                        |              |              |                        |                        |                        |                        |                        |                        |                    |                    |             |             |                 |                 |                 |                 |                 |                 |  |  |                         |                         |                         |                         |                         |                         |  |  |  |  |  |  |                      |                      |                      |                      |                      |                      |
|                        |                        |                        |                        |                        |                        |  |  |                       |                       |                        |                        |                        |                        |                        |                        |              |              |                        |                        |                        |                        |                        |                        |                    |                    |             |             |                 |                 |                 |                 |                 |                 |  |  |                         |                         |                         |                         |                         |                         |  |  |  |  |  |  |                      |                      |                      |                      |                      |                      |
| Josephus Augustus Knip | Josephus Augustus Knip | Josephus Augustus Knip | Josephus Augustus Knip | Josephus Augustus Knip | Josephus Augustus Knip |  |  | Cornelia van Leeuwen  | Cornelia van Leeuwen  | Cornelia van Leeuwen   | Cornelia van Leeuwen   | Cornelia van Leeuwen   | Cornelia van Leeuwen   |                        |                        |              |              |                        |                        | Mattheus Derk Knip     | Mattheus Derk Knip     | Mattheus Derk Knip     | Mattheus Derk Knip     | Mattheus Derk Knip | Mattheus Derk Knip |             |             | Elisabeth Ubens | Elisabeth Ubens | Elisabeth Ubens | Elisabeth Ubens | Elisabeth Ubens | Elisabeth Ubens |  |  | Henriëtta Geertrui Knip | Henriëtta Geertrui Knip | Henriëtta Geertrui Knip | Henriëtta Geertrui Knip | Henriëtta Geertrui Knip | Henriëtta Geertrui Knip |  |  |  |  |  |  | Frederik Willem Knip | Frederik Willem Knip | Frederik Willem Knip | Frederik Willem Knip | Frederik Willem Knip | Frederik Willem Knip |
| Josephus Augustus Knip | Josephus Augustus Knip | Josephus Augustus Knip | Josephus Augustus Knip | Josephus Augustus Knip | Josephus Augustus Knip |  |  | Cornelia van Leeuwen  | Cornelia van Leeuwen  | Cornelia van Leeuwen   | Cornelia van Leeuwen   | Cornelia van Leeuwen   | Cornelia van Leeuwen   |                        |                        |              |              |                        |                        | Mattheus Derk Knip     | Mattheus Derk Knip     | Mattheus Derk Knip     | Mattheus Derk Knip     | Mattheus Derk Knip | Mattheus Derk Knip |             |             | Elisabeth Ubens | Elisabeth Ubens | Elisabeth Ubens | Elisabeth Ubens | Elisabeth Ubens | Elisabeth Ubens |  |  | Henriëtta Geertrui Knip | Henriëtta Geertrui Knip | Henriëtta Geertrui Knip | Henriëtta Geertrui Knip | Henriëtta Geertrui Knip | Henriëtta Geertrui Knip |  |  |  |  |  |  | Frederik Willem Knip | Frederik Willem Knip | Frederik Willem Knip | Frederik Willem Knip | Frederik Willem Knip | Frederik Willem Knip |
|                        |                        |                        |                        |                        |                        |  |  |                       |                       |                        |                        |                        |                        |                        |                        |              |              |                        |                        |                        |                        |                        |                        |                    |                    |             |             |                 |                 |                 |                 |                 |                 |  |  |                         |                         |                         |                         |                         |                         |  |  |  |  |  |  |                      |                      |                      |                      |                      |                      |
|                        |                        |                        |                        |                        |                        |  |  |                       |                       |                        |                        |                        |                        |                        |                        |              |              |                        |                        |                        |                        |                        |                        |                    |                    |             |             |                 |                 |                 |                 |                 |                 |  |  |                         |                         |                         |                         |                         |                         |  |  |  |  |  |  |                      |                      |                      |                      |                      |                      |
| Augustus Knip          | Augustus Knip          | Augustus Knip          | Augustus Knip          | Augustus Knip          | Augustus Knip          |  |  | Henriëtte Ronner-Knip | Henriëtte Ronner-Knip | Henriëtte Ronner-Knip  | Henriëtte Ronner-Knip  | Henriëtte Ronner-Knip  | Henriëtte Ronner-Knip  |                        |                        | Feico Ronner | Feico Ronner | Feico Ronner           | Feico Ronner           | Feico Ronner           | Feico Ronner           |                        |                        | Henri Knip         | Henri Knip         | Henri Knip  | Henri Knip  | Henri Knip      | Henri Knip      |                 |                 |                 |                 |  |  |                         |                         |                         |                         |                         |                         |  |  |  |  |  |  |                      |                      |                      |                      |                      |                      |
| Augustus Knip          | Augustus Knip          | Augustus Knip          | Augustus Knip          | Augustus Knip          | Augustus Knip          |  |  | Henriëtte Ronner-Knip | Henriëtte Ronner-Knip | Henriëtte Ronner-Knip  | Henriëtte Ronner-Knip  | Henriëtte Ronner-Knip  | Henriëtte Ronner-Knip  |                        |                        | Feico Ronner | Feico Ronner | Feico Ronner           | Feico Ronner           | Feico Ronner           | Feico Ronner           |                        |                        | Henri Knip         | Henri Knip         | Henri Knip  | Henri Knip  | Henri Knip      | Henri Knip      |                 |                 |                 |                 |  |  |                         |                         |                         |                         |                         |                         |  |  |  |  |  |  |                      |                      |                      |                      |                      |                      |
|                        |                        |                        |                        |                        |                        |  |  |                       |                       |                        |                        |                        |                        |                        |                        |              |              |                        |                        |                        |                        |                        |                        |                    |                    |             |             |                 |                 |                 |                 |                 |                 |  |  |                         |                         |                         |                         |                         |                         |  |  |  |  |  |  |                      |                      |                      |                      |                      |                      |
|                        |                        |                        |                        |                        |                        |  |  |                       |                       |                        |                        |                        |                        |                        |                        |              |              |                        |                        |                        |                        |                        |                        |                    |                    |             |             |                 |                 |                 |                 |                 |                 |  |  |                         |                         |                         |                         |                         |                         |  |  |  |  |  |  |                      |                      |                      |                      |                      |                      |
|                        |                        |                        |                        |                        |                        |  |  | Alfred Ronner         | Alfred Ronner         | Alfred Ronner          | Alfred Ronner          | Alfred Ronner          | Alfred Ronner          |                        |                        | Alice Ronner | Alice Ronner | Alice Ronner           | Alice Ronner           | Alice Ronner           | Alice Ronner           |                        |                        | Emma Ronner        | Emma Ronner        | Emma Ronner | Emma Ronner | Emma Ronner     | Emma Ronner     |                 |                 |                 |                 |  |  |                         |                         |                         |                         |                         |                         |  |  |  |  |  |  |                      |                      |                      |                      |                      |                      |

## Publicaties
- Kuyvenhoven, F., & Peeters, R. (1988). De familie Knip: drie generaties kunstenaars uit Noord-Brabant. Waanders.

## Galerij

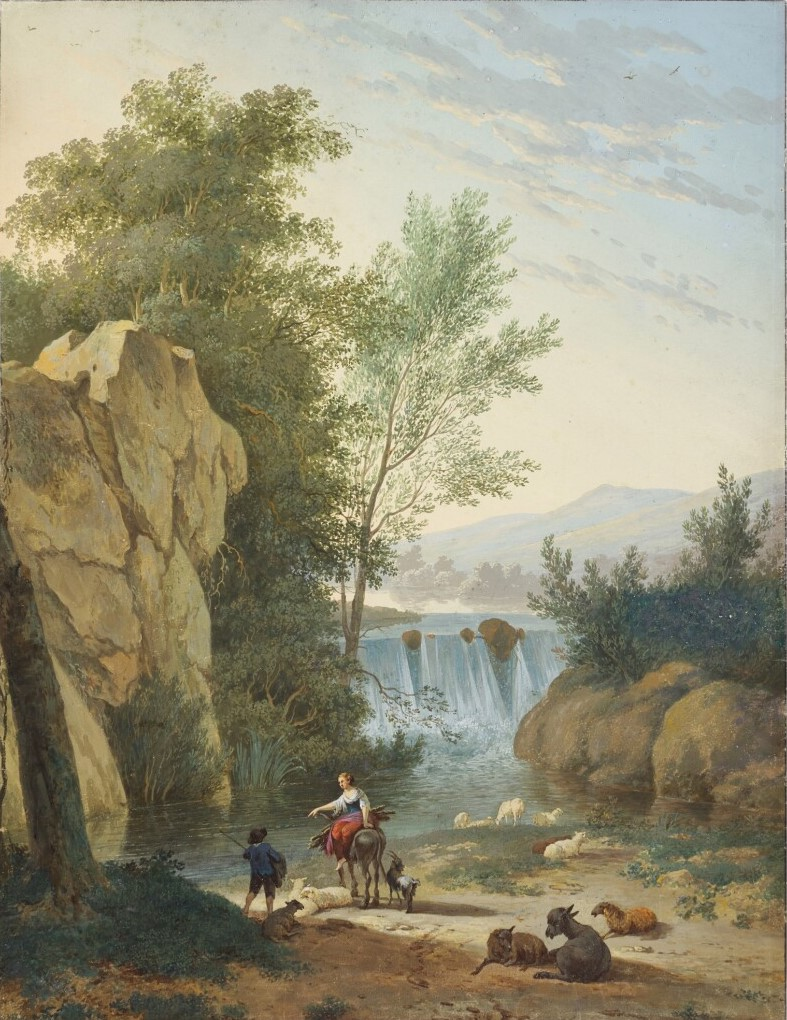
Landschap met figuren bij een waterval
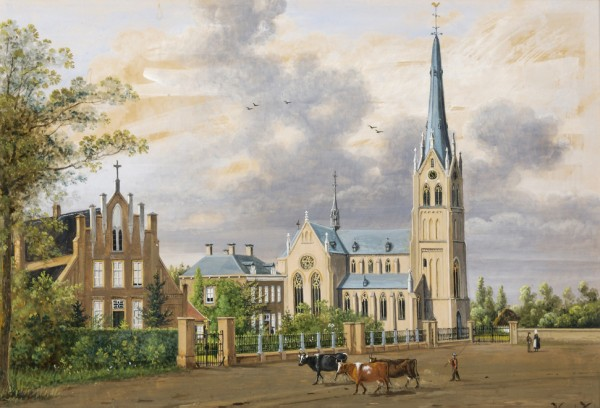
Parochie Dinther
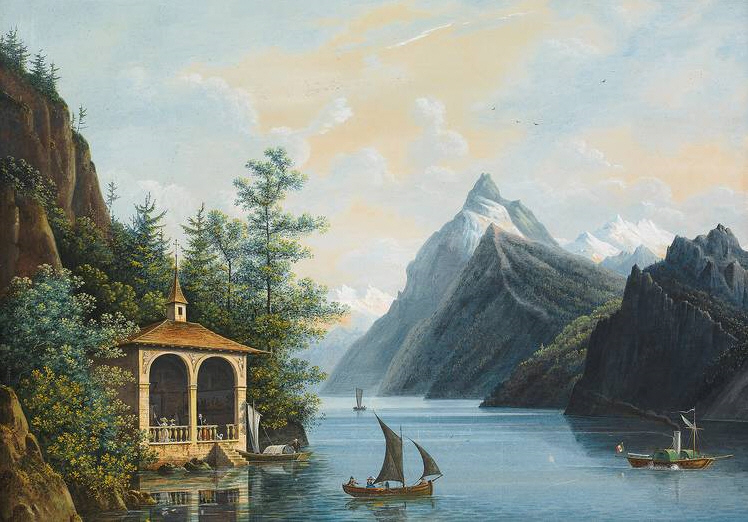
Kapel bij de Vierwaldstätter See
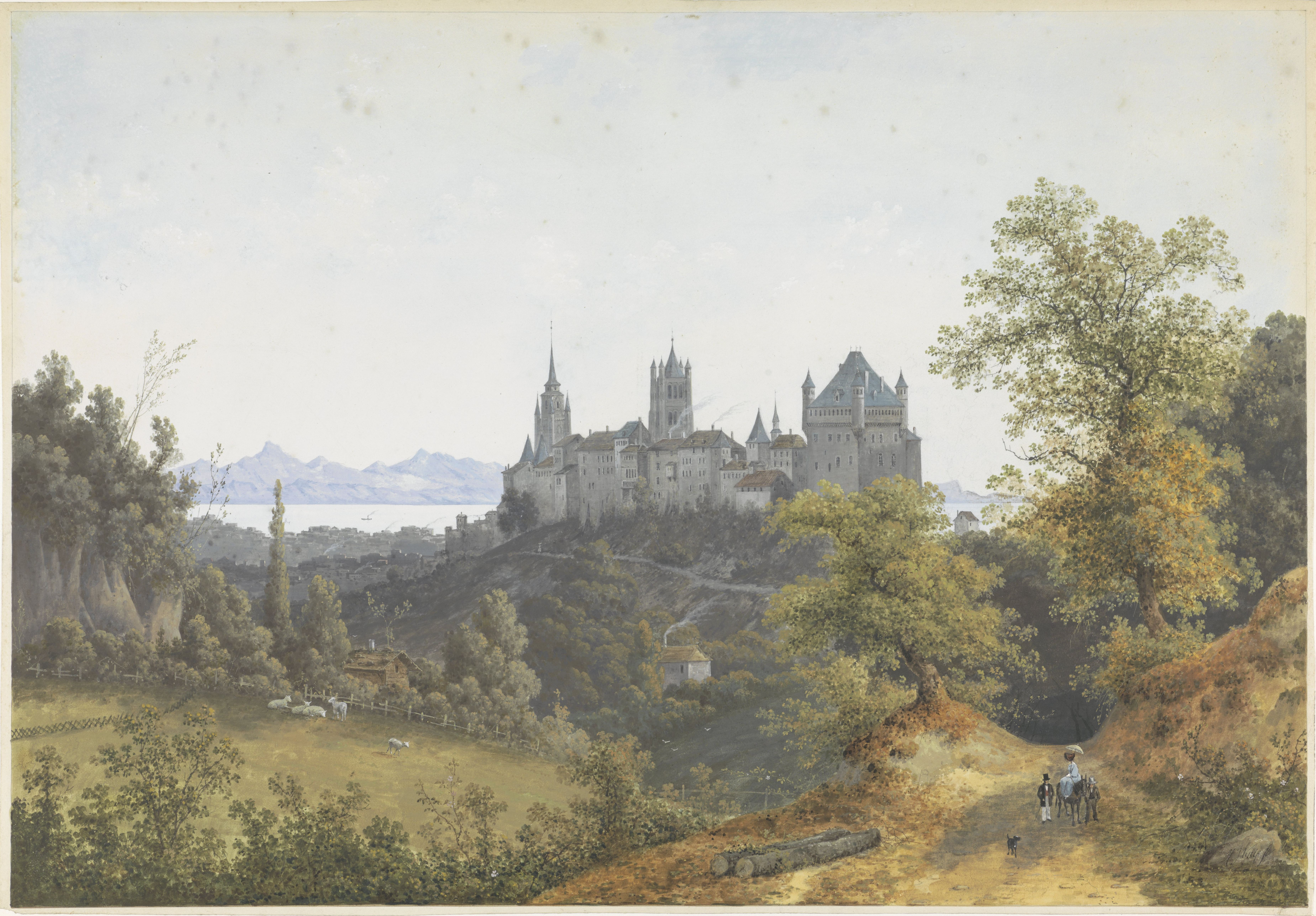
Gezicht op Lausanne, met uitzicht op de burcht en de kathedraal (collectie Rijksmuseum, Amsterdam)

- Biografisch Portaal: 72804019
- RKD-Nederlands Instituut voor Kunstgeschiedenis: 45072
- Union List of Artist Names: 500005197
- Virtual International Authority File: 95712482